# Felix Hamrin
Felix Teodor Hamrin (Mönsterås, comtat de Kalmar, 14 de gener de 1875 - † Jönköping, 27 de novembre de 1937), polític suec, primer ministre del seu país entre el 6 d'agost i el 24 de setembre de 1932.
El seu pare era un comerciant de cuirs. Després d'estudiar en una escola de negocis en Gotemburg, va entrar en un negoci de venda a l'engròs en Jönköping el 1903, en el qual romandria fins a 1930. Va entrar en el Riksdag (Parlament) als 37 anys, i sota el govern de Carl Gustaf Ekman va ser ministre de Comerç entre 1926 i 1928 i de Finances entre 1930 i 1932. Quan Ekman va haver de renunciar poc abans de les eleccions de 1932 a causa de l'escàndol que va seguir la fallida de Ivar Kreuger, Hamrin ho va succeir com a primer ministre. Va renunciar després de les eleccions, ja que el "Partit dels lliures d'esperit", al qual pertanyia, va sofrir una seriosa derrota en els comicis. El seu període de govern va ser solament de 50 dies, la qual cosa constitueix el rècord del període més curt en el càrrec d'un cap de govern a Suècia.
Va ser breument capdavanter del seu partit després d'Ekman, i del nou "Partit del Poble", fins que el gener de 1935 es va triar un nou capdavanter. Va ser també governador del comtat de Jönköping entre 1930 i 1937. Les seves tasques polítiques més importants van ser les de combatre els efectes econòmics dels primers anys de la Gran Depressió a Suècia a través de severes mesures econòmiques, i mitigar els efectes de la fallida de Kreuger.
Casat amb Elizabeth "Lizzie" Pennycock el 1900, va tenir amb ella set fills.